# Ultimate Collection (album d'Eurythmics)
Pour les articles homonymes, voir The Ultimate Collection.
Albums de Eurythmics
Peace
(1999)
Singles
1. I've Got a Life
Sortie : 17 octobre 2005

Ultimate Collection est une compilation d'Eurythmics, sortie le 7 novembre 2005.
L'album contient deux morceaux inédits, I've Got a Life et Was It Just Another Love Affair?.
Il s'est classé 5e au UK Albums Chart et 116e au Billboard 200.

## Liste des titres
Toutes les chansons sont écrites et composées par Annie Lennox et Dave Stewart, à l'exception de When Tomorrow Comes coécrite pas Patrick Seymour.
| No  | Titre                                                                                  | Album original                       | Durée |
| --- | -------------------------------------------------------------------------------------- | ------------------------------------ | ----- |
| 1.  | I've Got a Life                                                                        | Inédit                               | 4:05  |
| 2.  | Love Is a Stranger                                                                     | Sweet Dreams (Are Made of This)      | 3:42  |
| 3.  | Sweet Dreams (Are Made of This)                                                        | Sweet Dreams (Are Made of This)      | 3:36  |
| 4.  | Who's That Girl?                                                                       | Touch – Édition single               | 3:44  |
| 5.  | Right by Your Side                                                                     | Touch – Édition single               | 3:49  |
| 6.  | Here Comes the Rain Again                                                              | Touch                                | 4:51  |
| 7.  | Would I Lie to You?                                                                    | Be Yourself Tonight                  | 4:26  |
| 8.  | There Must Be an Angel (Playing with My Heart) (featuring Stevie Wonder à l'harmonica) | Be Yourself Tonight – Édition single | 4:41  |
| 9.  | Sisters Are Doin' It for Themselves (featuring Aretha Franklin)                        | Be Yourself Tonight – Édition single | 4:53  |
| 10. | It's Alright (Baby's Coming Back)                                                      | Be Yourself Tonight                  | 3:47  |
| 11. | When Tomorrow Comes                                                                    | Revenge – Édition single             | 4:15  |
| 12. | Thorn in My Side                                                                       | Revenge                              | 4:13  |
| 13. | The Miracle of Love                                                                    | Revenge – Édition single             | 4:35  |
| 14. | Missionary Man                                                                         | Revenge – Édition single             | 3:47  |
| 15. | You Have Placed a Chill in My Heart                                                    | Savage                               | 3:52  |
| 16. | I Need a Man                                                                           | Savage                               | 4:23  |
| 17. | I Saved the World Today                                                                | Peace – Édition single               | 4:26  |
| 18. | 17 Again                                                                               | Peace – Édition single               | 4:20  |
| 19. | Was It Just Another Love Affair?                                                       | Inédit                               | 3:50  |

## Certifications
| Pays             | Association | Certification | Ventes   |
| ---------------- | ----------- | ------------- | -------- |
| Australie        | ARIA        | Platine       | 70 000+  |
| Belgique         | BEA         | Or            | 25 000 + |
| Irlande          | IRMA        | 2 × Platine   | 30 000 + |
| Italie           | FIMI        | Or            | 40 000+  |
| Nouvelle-Zélande | RMNZ        | Or            | 7 500+   |
| Royaume-Uni      | BPI         | 3 × Platine   | 900 000+ |